# الحرب البحرية في البحر الأبيض المتوسط خلال الحرب العالمية الأولى
اندلعت حرب بحرية متفرقة في البحر الأبيض المتوسط خلال الحرب العالمية الأولى بين أسطول قوى المركز ممثلةً بالنمسا والمجر وألمانيا والإمبراطورية العثمانية، وأسطول الحلفاء الذي ضمّ كلًّا من إيطاليا وفرنسا واليونان واليابان وأمريكا والإمبراطورية البريطانية.

## الإمبراطورية النمساوية المجرية والبحرية الملكية
شكّلت النمسا والمجر قوةً بحريةً متوسطة الحجم في عام 1914، وامتدت على خط ساحلي من ترييستي (في إيطاليا الحالية) إلى ما دون كاتارو في الجبل الأسود. ضمّت البحرية النمساوية المجرية 9 بارجات ما قبل دريدنوت و 4 بارجات دريدنوت جديدة من فئة تيغيثوف، وطرادات مدرعة، وطرادات محمية، وطرادات خفيفة، ومدمرات، وأعدادًا كبيرة من زوارق الطوربيد السريعة وعددًا من الغواصات. في السياق ذاته، أرسل الألمان بعض غواصات يو إلى البحر الأبيض المتوسط، التي اتخذت القواعد البحرية النمساوية مركزًا لتنظيم عملياتها تحت راية البحرية النمساوية في بادئ الأمر، ولاحقًا تحت راية البحرية الألمانية.

## ريجيا مارينا الإيطالي (البحرية الملكية)
امتلكت مملكة إيطاليا خلال الحرب العالمية الأولى 6 بارجات دريدنوت (دانتي أليغييري كنموذج أولي، وجوليو سيزار، وكونتي دي كافور وليوناردو دا فينشي من فئة كونتي دي كافور، وأندريا دوريا وكايو دويليو من فئة أندريا دوريا).
حافظت كل من البحرية الملكية الإيطالية والبحرية النمساوية المجرية خلال الحرب على أحدث سفنها داخل قواعدها (بولا وكاتارو من الأسطول النمساوي، وبرينديزي وتارانتو من الأسطول الإيطالي)، وتُركت أغلب المهمات القتالية للغواصات والمدمرات وزوارق الطوربيد والطرادات الاستكشافية. تألف ما يُعرف بالحملة الأدرياتيكية في الحرب العالمية الأولى بشكل رئيسي من معارك بسيطة نسبيًا بين القوات الخفيفة، مثل معركة دورازو ومعركة مضيق أطرانط، وقصف السواحل بشكل خفيف (مثل القصف النمساوي المجري لأنكونا وقصف الحلفاء لدورازو)، وحرب غواصات ألمانية ونمساوية مجرية أوسع نطاقًا في البحر الأدرياتيكي والبحر الأبيض المتوسط، واستخدام إيطاليا أسلحة جديدة (بشكل رئيسي الزوارق المزودة بالطوربيد إم إيه إس وطوربيدات بشرية) نجحت بواسطتها في إغراق ثلاث بارجات نمساوية.
اكتفت كل من القوات البحرية الإيطالية والنمساوية المجرية بتطبيق مراقبة سلبية نسبيًا دون اتخاذ إجراءات فعلية ضد نظرائهم خلال معظم فترات الحرب. خسر الأسطول الإيطالي بارجة ما قبل دريدنوت بينيدتو برين التي انفجرت في برينديزي (27 سبتمبر 1915)؛ وفي 2 أغسطس 1916، انفجرت أيضًا بارجة دريدنوت الإيطالية ليوناردو دا فينشي في تارانتو، ما أسفر عن مقتل 249 من طاقمها، في حادثة أعادت إلى الأذهان ذكرى يو إس إس ماين، ونُشرت الأحداث على نطاق واسع في الصحافة الإيطالية، التي ألقت اللوم تلقائيًا على المخربين النمساويين أو الألمان. يعتقد البعض أن سبب الانفجار كان ليغينيت غير مستقر، لكن تمكنت المخابرات الإيطالية لاحقًا من كشف شبكة تخريب نمساوية، مقرها في زيوريخ، كانت مسؤولة عن غرق البارجتين.

### إغراق الإيطاليين للسفن الحربية النمساوية
في ديسمبر 1917، أغرق لويجي ريزو عبر زورقه الطوربيدي إم إيه إس بارجة ما قبل دريدنوت نمساوية مجرية تحمل اسم إس إم إس فيينا، في أثناء رسوها داخل ميناء ترييستي.
اتجه الأميرال هورثي في الساعات الأولى من 10 يونيو 1918 مع عدد من السفن إلى حاجز أطرانط البحري لشن هجوم مفاجئ. في أثناء عودته إلى إيطاليا، تمكن زورق طوربيدي إيطالي صغير، تابع للويجي ريزو، من رصد بارجة ما قبل دريدنوت الجديدة إس إم إس سينت إشتفان تبحر مع حاميتها بالقرب من جزيرة بريمودا قبالة ساحل دالماتيا. اقترب الزورق بسرعة عالية، مُطلقًا كلا الطوربيدين ومصيبًا البارجة، قبل أن يهرب دون أن يصاب بأذى. غرقت البارجة بعد عدة ساعات من عجزها عن احتواء مستويات المياه المرتفعة، على الرغم من الجهود الباسلة التي بذلها الطاقم مع المضخات، والمحاولات المبذولة لجرها إلى الميناء.
في الليلة ما بين 31 أكتوبر و1 نوفمبر 1918، دخل طوربيد بشري إيطالي صغير يدعى «ميغناتا»، مع رجلين على متنه، إلى قاعدة بولا ووضعا لغمًا لاصقًا أسفل بدن البارجة الراسية إس إم إس فيريبس يونيتس. جرى تسليم الأسطول النمساوي بأكمله إلى المجلس الوطني الجديد للسلوفينيين والكروات والصرب في مساء 31 أكتوبر، في وقت كانت السفن الإيطالية المخصصة للعملية قد غادرت الميناء بالفعل، لذا لم تُبلّغ بعملية التسليم. قُبض على منفذَي العملية الإيطالييَن بعد وضعهم الألغام، وأبلغا الطاقم بأن السفينة ستغرق، دون كشف حقيقة زرع الألغام على السفينة. على أي حال، تأخرت الانفجارات وبدأ الطاقم في إعادة السفينة على طريق وجهتها، ظنًّا منهم أن الطليان يكذبون. انفجرت الألغام بعدها بوقت قصير، ما تسبب في غرق فيريبس يونيتس. لم يبذل المجلس الوطني للسلاف أي جهود لإنقاذ السفينة، بالتزامن مع احتلال إيطاليا المنطقة بعد بضعة أيام فقط.